# Cicerale
Cicerale – miejscowość i gmina we Włoszech, w regionie Kampania, w prowincji Salerno.
Według danych na rok 2004 gminę zamieszkiwały 1343 osoby, 32,8 os./km².